# عمر خان
عمر خان (7 يونيو 1982 - )؛ ممثل سويدي من أصول باكستانية.

## السيرة الذاتية
ولد عمر خان في السابع من يونيو سنة 1982 بمدينة لاهور ثاني اْكبر مدن باكستان والمحاذية للحدود الهندية المعروفة أيضا بقلب باكستان.

### طفوليته
كان والد عمر يعمل كرئيس الدائرة الوسطى الباكستانية, لكن في سنة 1984 وبسبب الحكم العسكري الدكتاتوري قرر مغادرة وظيفته والاتجاه إلى السويد لتنشئة اْولاده في جو ديموقراطي سلمي. انذاك كان عمر يبلغ سنتان حين استقروا في ارلاندا ليبداْ حياة جديدة في ستوكهولم اْحد اْشهر مدن العالم والاْكثر سلما.
والد عمر كان قاسي في تربية أولاده وتمنى لهم ان يعملو في مجالات أكاديمية، وهذه سمه طبيعية في عائلات باكستان ,ولكن عمر كان من طفولته أكثر ميلاللنشاط البدني ولعب العديد من مباريات كرة القدم والتنس والسكوش وكان أيضا سباح ماهر. خلال طفولته كان يقوم بالعديد من أداءات مسرحية امام عائلته واصدقائه.
في سن السابعة اكتشف عمر الأسطورة بروس لي ووفنون مادية التي كانت سبب في شغفه لحب الحياة.في هذا الوقت بدا بنسخ أفلام مختلفة من أفلام فنية وقضى معظم وقته لتطوير مهاراته وتقنياته في نفس الاتجاه.
معظم الطلاب في المدارس قالوا أنه شغوف لفنون الدفاع عن النفس، والمحاضرات التي اجراها مع اصدقائه في كثير من الأحيان كانت عبارة عن مناوشات قصيرة وانه يقوم بانتظام بأدائات في المدرسة.
قام عمر أيضا بعمله السنمائي الأول في سن المراهقة بمساعدة زملائه, من محض الصدفة أن بواب المدرسة كان فنان عسكريا بنفسه شهد واحدة من لأفلام عمروبعد فترة وجيزة من أن يصبح أول معلم له لفن القتال.
الشخص الذي تأثر به عمر أكثر هو معلمه الثاني كان فنان مقاتل ومدير الرقص في الصين، المعلم جعله يكتشف جانبا جديدا من فنون القتال وصنع الأفلام الاسيويه.

### حياته المهنية
في سن 16 سنة عمر قرر بدء مسيرته كرجل يقوم بالحركات الخطره بالأفلام، مهنة غريبة تماما عن اسرت.
بسبب شكله وميزاته الغريبه صرف النظر عن التمثيل وعمل الادوار الصعبة ليفتح الباب امامه للعمل كمويل التطور الهام حصل عندما ظهر على غلاف مجلة رياضيه اسكندافيه مشهوره "من كلمة المخرج "شكله الخشن يجعله ممتاز لهذا الدور كشخص مؤذ على الشاشة.
عمر كان دائما مفتون بالقدرات المادية، ودائمايحب تحقيق الأقصى للخروج منها ولهذا السبب فانه يسعى ويتقبل جميع التحديات في رياضات خطيرة واليوم وهو يشارك في عشرات من مختلف الرياضات الخطيرة مع نتائج باهرة وهو يدرك جيدا المخاطر والاخطار في هذا الميدان ولهذا السبب كان دائما يعد إلى أقصى الحدود، ويعتقد ان طلبات التوظيف تتطلب اللياقة المتطرفة.
بسبب مظهره الجيدة ونخبة واسعة من العمل المثير القدرات ما يجعله واحدا من أكثر الإسكندنافيين طموحا إلى رجل يقوم بالحركات الخطرة بالأفلام كذلك نموذجا في هذه اللحظة هدفه المقبل هو جعل مهنة بوصفه الفاعل - العمل في صناعة السينما الآسيوية.

## مواقع خارجية
- عمر خان على موقع IMDb (الإنجليزية)
- عمر خان على موقع قاعدة بيانات الفيلم (الإنجليزية)

- الموقع الرسمي للفنان عمر خان